# Eupalamides
Eupalamides es un género de lepidópteros de la familia Castniidae. Fue descrito por Houlbert in 1918.

## Especies
- Eupalamides boliviensis (Houlbert, 1917)
- Eupalamides cyparissias (Fabricius, 1777)
- Eupalamides geron (Kollar, 1839)
- Eupalamides guyanensis (Houlbert, 1917)
- Eupalamides preissi (Staudinger, 1899)